# Constantin Duțu (scrimer)
Constantin Duțu (n. 8 octombrie 1949, Craiova, România) este un fost scrimer român specializat pe spadă. A fost campion balcanic în anii 1970 și 1971. A luat parte la proba pe echipe la Jocurile Olimpice de vară din 1972 de la München cu Costică Bărăgan, Nicolae Iorgu, Alexandru Istrate și Anton Pongratz. S-au clasat pe locul 5.

## Legături externe
- Constantin Duțu la Sports-Reference.com (arhivat la 1 aprilie 2020)